# 汉斯格雅
汉斯格雅（德語：Hansgrohe SE）是一家德国厨卫公司，旗下品牌有：Axor及Hansgrohe。

## 历史

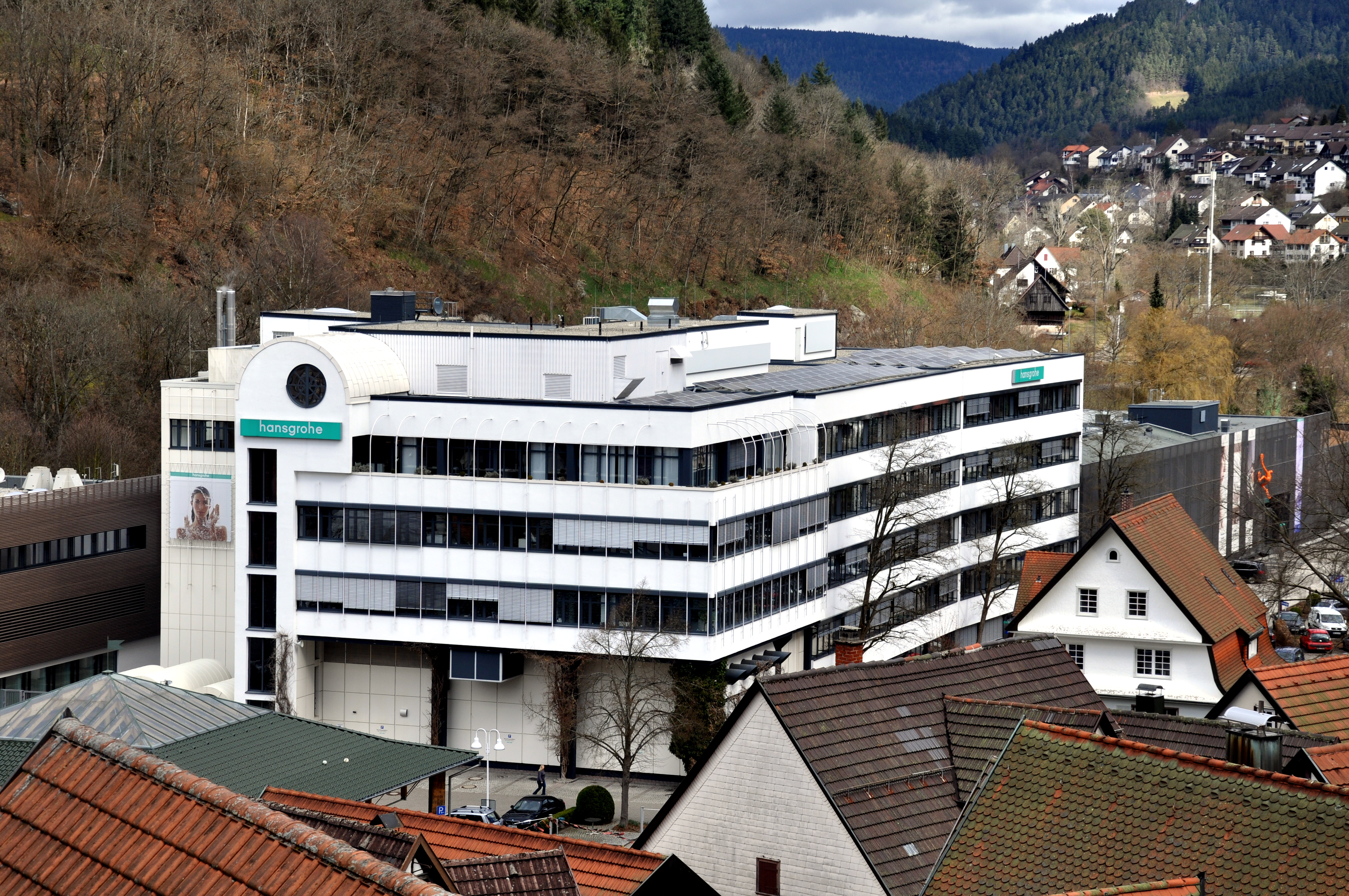
公司总部

淋浴产品

1901年成立于德国巴登-符腾堡州希尔塔赫，主要竞争对手是科勒公司和德国高仪集团。公司有两大股东，创始人家族最小儿子Klaus Grohe占股32%，美国Masco Corporation占股68%。
2017年全年销售额达到10.77亿欧元，2016年全年销售额是10.29亿欧元。目前全球雇员4,962人，40%位于德国境外。工厂位于美国、德国、法国和中国，有34家子公司和21家销售公司，产品遍布140多个国家地区。